# Reuzenzwaai
De reuzenzwaai is een element uit het turnen dat kan worden geturnd aan de rekstok en op de brug met ongelijke leggers. De reuzenzwaai komt voor in vele varianten en combinaties.
Bij de reuzenzwaai achterover begint men met een opzwaai: onder de ligger licht overstrekt,
daarna volgt een felle opschop van de benen en in de laatste fase volgt het ompolsen van de handen en het strekken naar handstand.
Dan volgt de neerzwaai: vanuit de handstand maximaal uitduwen en laten vallen met een gestrekt lichaam, dan in de heup afhoeken om de lage ligger te passeren, benen daarna onder de lage ligger steken om dan een slag met de benen te maken tot handstand.